# Witold Głowania
Witold Głowania (ur. 18 lipca 1934 w Kielcach, zm. 11 kwietnia 2025) – polski były działacz sportowy. Absolwent Politechniki Częstochowskiej. Po studiach przyjechał do Gorzowa Wielkopolskiego i zatrudnił się w Zakładach Mechanicznych „Gorzów”.
Do gorzowskiej Stali przyszedł w 1967 roku jako wiceprezes. 3-krotnie w latach 1972–1974, 1976–1979 i 1986–1988 był prezesem gorzowskiego klubu. Przez kilka lat był szefem szkolenia w Głównej Komisji Sportu Żużlowego.
W 2016 roku został uhonorowany tytułem honorowego prezesa gorzowskiej Stali.